# Parachalastinus rubrocinctus
Parachalastinus rubrocinctus är en skalbaggsart som först beskrevs av Bates 1869.  Parachalastinus rubrocinctus ingår i släktet Parachalastinus och familjen långhorningar.
Artens utbredningsområde är:
- Costa Rica.
- Honduras.
- Nicaragua.

Inga underarter finns listade i Catalogue of Life.